# Liste der Monuments historiques in Buzet-sur-Tarn
Die Liste der Monuments historiques in Buzet-sur-Tarn führt die Monuments historiques in der französischen Gemeinde Buzet-sur-Tarn auf.

## Liste der Bauwerke
| Bezeichnung      | Beschreibung | Standort | Kennzeichnung | Schutzstatus | Datum | Bild           |
| ---------------- | ------------ | -------- | ------------- | ------------ | ----- | -------------- |
| Kirche St-Martin |              | (Lage)   | PA00094299    | Inscrit      | 1926  | weitere Bilder |

## Liste der Objekte

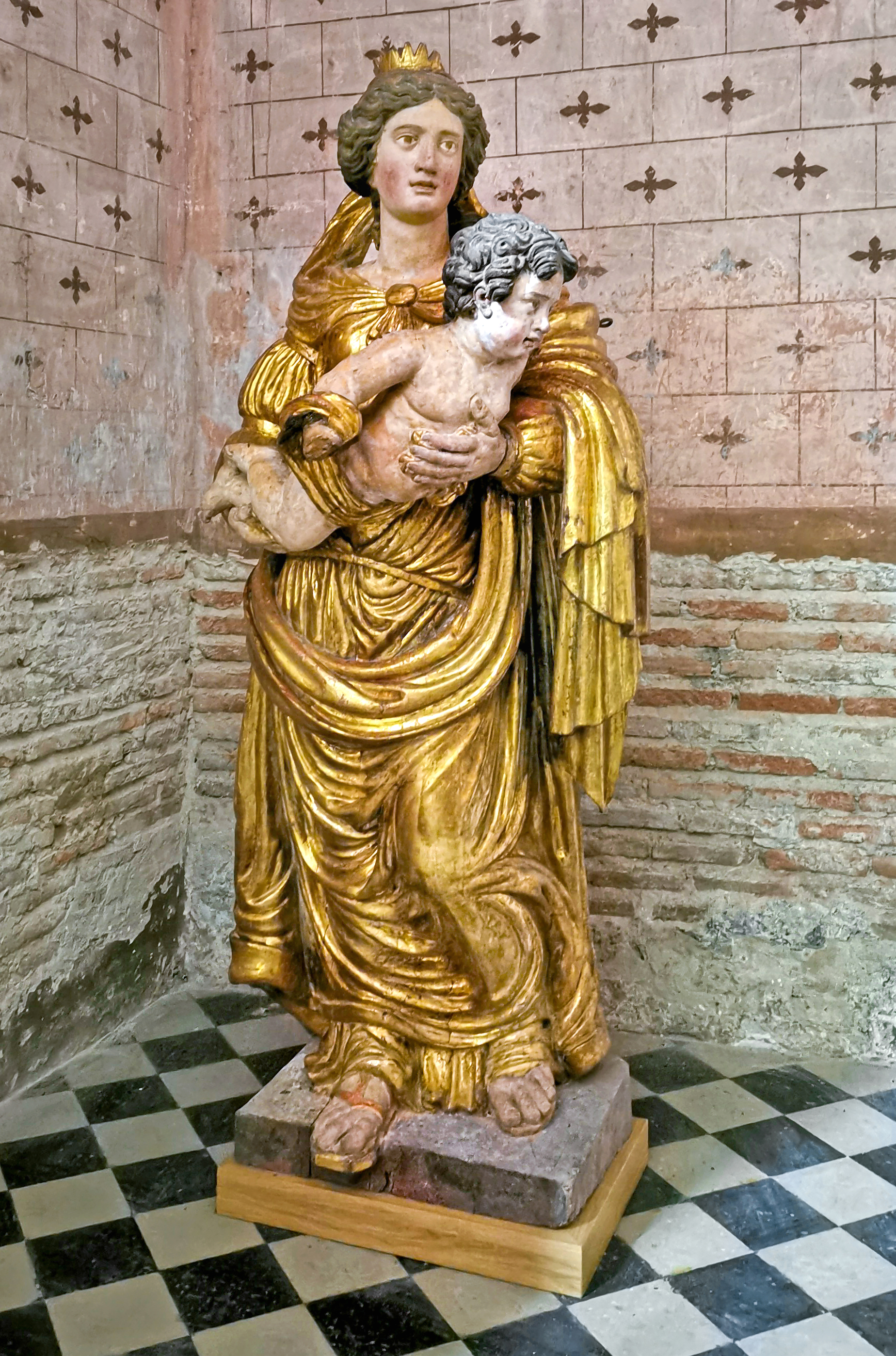
Skulptur Madonna mit Kind in der Kirche St-Martin (17. Jahrhundert)

- Monuments historiques (Objekte) in Buzet-sur-Tarn in der Base Palissy des französischen Kultusministeriums